# Ildebrando Grassi
Ildebrando Grassi (Guarini) (Bologna, ... – Vicenza, 8 novembre 1178) è stato un cardinale italiano.
È stato membro dell'Ordine dei Canonici regolari di Santa Maria in Reno.

## Biografia

Stemma della famiglia Grassi

Grassi fu amministratore della diocesi di Modena dal 1148 al 1156. Papa Eugenio III lo creò cardinale nel concistoro del 1152. Partecipò all'elezione di Anastasio IV nel 1153 e all'elezione di Adriano IV nel 1154.